# Ahrensfelde
Ahrensfelde település Németországban, azon belül Brandenburgban. Lakosainak száma 14 144 fő (2023. december 31.). Ahrensfelde Bernau bei Berlin, Panketal és Werneuchen községekkel határos.

## Népesség
A település népességének változása:
| Lakosok száma | 13 028 | 12 954 | 13 959 | 14 011 | 14 050 | 14 144 |
|               | 2010   | 2015   | 2020   | 2021   | 2022   | 2023   |